# Suma Han
A Suma Han é um de um personagem fictício na série silat Bu Kek Sian Su a obra do autor do lendário A. S. Kho Ping Hoo. Aparece no episódio 7 Pendekar Super Sakti, até o episódio 12 a História do Espadachim Ilha de Gelo. Ela é a heroína do clã Suma mais fama, mesmo se a fama de figuras é considerada a exceder o Bu Kek Sian Su própria. Talvez seja porque o modo de vida cifras esta é mais humano do que Bu Kek Sian Su são mais parecidos com os Deuses que os humanos.

## Dados biográficos
- Sexo: masculino
- Apelido: Pendekar Super Sakti Pendekar Stealth
- Professor: Khu Siauw Bwee, Se Im Cu, Kam Han Ki (Koai Lojin), Ma-bin Lo-mo (o Diabo Cara de Cavalo) Siangkoan Lee
- Pais: Suma Bun Um (pai)
- Família: Nirahai (esposa), Lulu (esposa), Milan (filha), a Suma Kian Lee (filho), de Suma Kian Bu (filho), de Suma Leng (irmã)
- Colega: -
- Armas: stick
- Kick: Soan-hong-lui-kun, o Almoço - Mo Kiam-Sut (a Ciência da Espada de um Par de Diabo), Hwi-Pecado-ciang (Mão Leitoso o Core Api), Swat-mi Pecado-ciang (Mãos Sakti Núcleo de Neve)
- Habilidades especiais: hoat-sut (magia)
- Orientação: o protagonista

## Uma breve história da
A Suma Han, ou Han Han, berayah um comerciante chamado de Suma Bun Um (ou Sie Pão, avó família Suma Han substituir clã do pai para ser Sie). Seu avô é de Suma Hoat, Jai-hwa-sian. Os acontecimentos do massacre de sua família pelo exército Mancu torná-lo um menino que não tinha medo e, milagrosamente, deu a ela a habilidade de magia incrível. Acidentalmente esbarrou e preso no meio da luta os dois heróis que erram sakti, acidentalmente ter o syn-kang é quente e o frio passa o adu ser através do corpo. Em suas andanças, ele é amigável com Wan Sin Kiat e fazer Lulu como a sua irmã adoptiva. Em uma ocasião, Koai Lojin Kam Han Ki ensiná-la a controlar o pecado-kang selvagens em seu corpo.
Como um adolescente, tinha-se tornado um discípulo de datuk equivocada Ma-bin Lo-mo (o Diabo Cara de Cavalo) Siangkoan Lee , mas, em seguida, fugir, para expiar a sua fuga, ele estava disposto a cortar as pernas por subonya Toat-beng Oic-sian-li mesmo que era defendida por santo Phoa Ciok Lin. E boa sorte, na verdade, veio a ele durante o seu encontro com Nirahai--uma princesa do reino Mancu--causar
ele caiu em um buraco que acabou por ser habitada pela avó sakti Khu Siauw Bwee--sumoi Koai Lojin Kam Han Ki--o mesmo toco junto ao pé. Ciência derivada da avó, que fez dele um espadachim bungle uma escolha de sparring. Nirahai próprio--o que acaba por ser um discípulo de vovó sakti de Maya, o sagrado Khu Siauw Bwee--sentir tenho a forte concorrência e obstáculos para realizar seus ideais como líder do marciais do mundo. Ambos sempre tentar uns aos outros a superar, mas, finalmente, em vez disso, eles caem no amor, um romance que, na verdade, desafiou o partido do Palácio. Ambos conseguiram reunir novamente ", os dois inimigos do amor", a avó de Maya e Khu Siauw Bwee, que acabou de fazer até voltar e decidir viver tanto se esqueça sobre as lutas do passado. Em um dos eventos, ele se reuniu com sua irmã Suma Leng(ou
Sie D) surpresa a sua esposa pelo comandante da Mancu que tinha abatido de sua família, Giam Cu.
Depois de passar por uma série de aventuras, até mesmo de Suma Han para romper a tensão do Palácio só por causa da reunião Nirahai, os dois concordam em se casar após o primeiro Suma Han, que se casou com sua irmã adoptiva com um bom amigo Wan Sin Kiat. Mas porque em seu sono Suma Han não deliberadamente mencionar o nome de Lulu, Nirahai estão em estado de gravidez o ciúme de peso e deixar de Suma Han. A carga de peso suportado é capaz de fazer com que o cabelo de Suma Han branqueada em apenas uma noite. Anular fazer Suma Han foco em sua devoção a acabar com a vulgaridade e elevar o nome de a Ilha do Gelo.
Nirahai deu à luz uma filha chamada Milana, enquanto Lulu tinha um filho chamado Wan Keng Em. A Suma de Han se começou a mais habitar no Palácio de Gelo da Ilha e aperfeiçoado os mais " Im-' em vez de cruzou no mundo das artes marciais.
Alguns anos mais tarde, Nirahai reunida com seu marido e decidiu segui-lo. Enquanto o casamento do próprio Lulu começou a vacilar depois de Wan Sin Kiat perceber que um ente querido Lulu vira apenas de Suma Han um. Chateado porque o estado, Wan Sin Kiat dedicar a sua atenção para o extermínio do mal, até que finalmente ele cair nas mãos de um datuk equivocado. Lulu que não ter um ponto de apoio vagar até, eventualmente, tornar-se Presidente do Inferno da Ilha e, em seguida, reunir-se com Nirahai e supostamente pediu-lhe para ser o seu mel. Os três, então, viver juntos na Ilha de Gelo. Logo, Nirahai parto Suma, cada vez mais, Mãe e Lulu crianças Suma Kian Lee. Depois, a marcha Suma Han e sua esposa, sua esposa no mundo exterior começou a ser substituído por seu filho e filha.
Na época de crepúsculo, o trio escolher para cuidar e galvanização terceiro neto, a Suma Hui e a Suma de Chiang Pão , filho de Suma Kian Lee, bem como de Suma Ceng Liong criança Suma Kian Bu. Em seguida, o carma da vida bater todos os três, Nirahai e Lulu outono, quando enfrentam a invasão de um grupo de personalidades perversas
led Hek-eu Mo-ong e Sam-kwi (3 Demônios). Eventualmente, a Suma Han conseguiu lidar com a pressa de que ele, ele mesmo, eventualmente, morreu depois de ser menyemayamkan tanto sua esposa e passar sobre o pecado-kang super magia para seu neto, o mais talentoso, Suma Ceng Liong.

## Ligações Externas
- (Indonésia) uma Coleção de histórias-cerita silat Kho Ping Hoo (requer o Microsoft Reader para ler)
- (Indonésia) Baixar a Coleção Completa de histórias-cerita silat Kho Ping Hoo 100% Gratuito
- (Inglês) E-Books para o PC/PDA